# Église Notre-Dame de Sommevoire
Pour les articles homonymes, voir Église Notre-Dame.
L'église Notre-Dame est une église catholique située à Sommevoire, en France.

## Localisation
L'église est située dans le département français de la Haute-Marne, sur la commune de Sommevoire.

## Historique
Cette église date du XIIIe siècle. Elle est dédiée à Notre-Dame.
L'édifice est classé au titre des monuments historiques le 9 juillet 1909.